# Pedro de Puelles
Pedro de Puelles, mort le 29 mai 1547, est un conquistador espagnol qui, avec Sebastián de Benalcázar, a joué un rôle important lors de la conquête du royaume de Quito.

## Biographie
Puelles débarque au début de 1534 sur les plages de la baie de Caráquez durant une expédition que Pedro de Alvarado avait préparé pour partir à la recherche des richesses du royaume de Quito. Après plusieurs mois, il arrive sur les rives de la lagune de Colta dont Sébastien de Benalcázar vient de commencer la conquête en fondant la ville de Santiago de Quito.
Il reste ensuite avec Benalcázar avec lequel il combat jusqu'à vaincre la résistance du peuple de Quito, et après une poursuite infatigable, réussit à capturer les chefs Zopozopangui, Quingalumba, Razo-Razo et Nina, qu'avant de les exécuter il tourmente longtemps. essayant d'extraire les secrets liés aux trésors et aux richesses de Quito.
Le 6 décembre 1534, il assiste à la colonisation définitive de la ville de San Francisco de Quito et assume le poste de Regidor conformément à une nomination donnée par Diego de Almagro. Peu de temps après, il fonde Perucho et Puéllaro, et reçoit plus tard la commission de fonder Puerto Viejo, mais en arrivant sur le site où cette fondation doit être réalisée, il découvre qu'elle a déjà été faite par le capitaine Francisco Pacheco.
En 1538, il rejoint la deuxième expédition à la recherche de l'El Dorado, avec Juan de Arevalo (es), Juan Díaz de Hidalgo, Sebastián de Belalcazar et 200 soldats, jusqu'à atteindre le royaume de Cundinamarca, pour assister à la fondation de la ville de Santafé depuis Bogotá en 1539. Après quoi, ils retournent en Espagne, via la rivière Magdalena, avec Gonzalo Jiménez de Quesada et Nikolaus Federmann,.
En septembre 1540, il est nommé lieutenant-gouverneur de Quito et capitaine général, et quatre ans plus tard, il collabore avec Gonzalo Pizarro lors de son soulèvement contre l'autorité du roi d'Espagne, occupant le poste de gouverneur par intérim de Quito en 1544.
Finalement, le 18 janvier 1546, il combat les armées du vice-roi Blasco Núñez Vela lors de la bataille d'Iñaquito, après quoi il est nommé gouverneur de Quito. Homme courageux mais sans scrupules, il n'hésitait pas à recourir au crime ou à la torture pour atteindre ses objectifs. C'est peut-être pour cette raison que le 29 mai 1547, il est assassiné par une bande de criminels dirigée par Rodrigo de Salazar (es), surnommé El Corcovado, qui exécutait apparemment les ordres du pacificateur Pedro de la Gasca. Une fois le crime commis, Salazar a coupé la tête de sa victime pour l'exposer dans une cage en fer sur la Plaza Mayor.